# Linda Lorin
Pour les articles homonymes, voir Lorin.
Linda Lorin , née le 4 novembre 1973 à Paris, est une animatrice de radio et de télévision française.
Depuis septembre 2007, elle est la voix off de l'émission Avis de sorties sur France 5, et depuis 2012, elle est animatrice sur Radio Nova. Elle présente depuis mars 2017 l'émission Invitation au voyage sur Arte.

## Biographie

### Carrière à la radio
Passionnée par les médias depuis l'âge de dix ans, la jeune Linda Lorin effectue dans ce milieu plusieurs stages, notamment à Radio Nova avec Édouard Baer et avec Ariel Wizman dans l'émission La Grosse Boule.
En 1998, elle est engagée à Radio urgences, où elle anime une émission de reportages destinée aux sans-abris. La même année, elle effectue pour la chaîne de Radio RFI des interviews pour l’émission musicale La Bande passante animée par Alain Pilot.
Le 13 juillet 1998, elle débute à Oüi FM dans le rôle de « Linda en roller avec Tattoo », qui parcourt Paris pour faire découvrir des lieux insolites aux auditeurs. En octobre 1999, Linda débute avec Peter Fondu l'émission cinéma Autour de Midi sur Oüi FM, à laquelle elle participe jusqu'en 2003. Fin janvier 2010, elle quitte Oüi FM où elle animait encore une tranche horaire matinale.
Pendant la saison 2011-2012, elle est meneuse de jeu sur Europe 1.
Entre septembre 2012 et juin 2014, elle anime la matinale avec Thierry Paret sur Radio Nova. À la rentrée 2014, elle anime une autre tranche horaire, également sur Radio Nova,.

### Carrière à la télévision
En 1999, Linda Lorin est Miss BO sur Allocinéinfo. MCM lui offre la présentation de Cinémascope. En 2002, elle devient la voix d'Ubik sur France 5, où elle présente aussi une chronique DVD. Elle fait aussi quelques apparitions dans La Matinale de Canal+, où elle inaugure la chronique C'était cette nuit, consacrée à la nuit parisienne, dans Star Mag sur TPS Star, aux côtés d'Églantine Éméyé, et dans Plein cadre sur CinéCinéma avec Pierre Zeni.
Linda Lorin quitte l'émission Les Maternelles (France 5) à la rentrée 2010. Elle était aussi chroniqueuse pour l'émission Monte le son ! diffusée sur France 4 pour la première saison (2011-2012).
Depuis le 13 mars 2017, elle présente tous les jours de la semaine du lundi au vendredi l'émission Invitation au voyage sur Arte.